# Joachim Wendt
Pour les articles homonymes, voir Wendt.
Ne doit pas être confondu avec Benny Wendt.
Joachim Karl Wendt, dit Benny Wendt, né le 18 décembre 1962 à Spittal an der Drau, est un escrimeur autrichien, champion d'Europe de Fleuret.

## Carrière
Joachim Wendt reçoit à 15 ans son surnom de Benny, en référence au footballeur suédois Benny Wendt. Il gardera ce surnom au cours de sa carrière sportive.
La principale réussite de la carrière de Benny Wendt est son titre européen obtenu en 1993 devant un trio allemand composé de Uwe Römer, Thorsten Weidner et Ingo Weissenborn, le second titre autrichien dans la catégorie après celui de Michael Ludwig l'année précédente. Bien que n'ayant jamais pu conquérir de médailles aux championnats du monde ou aux Jeux olympiques, Wendt a collectionné quatre médailles européennes, dont une seconde en individuel, le bronze en 1994, et deux autres par équipes, notamment l'argent aux championnats d'Europe de 2000 au terme de la surprenante finale Portugal-Autriche remporté par le quatuor portugais. 
Au cours de sa longue carrière de 22 ans, Wendt a participé à cinq éditions des Jeux olympiques de 1984 à 2000, avec pour meilleur résultat une huitième place en 1992, au meilleur de son potentiel, battu en quarts de finale (2 manches à 0) par Philippe Omnès qui remporta ensuite la compétition. Il a aussi obtenu deux fois la quatrième place olympique par équipes, en 1984, bénéficiant du boycott des Soviétiques, des Hongrois et des Polonais, avec seulement deux victoires contre les modestes équipes de Belgique et d'Argentine ; et surtout en 1996, avec une équipe nettement plus forte, éliminant l'Italie en quarts de finale (45-36) avant d'échouer successivement contre la Pologne (38-45) en demi-finale et Cuba (28-45) pour la troisième place.

## Palmarès
- Championnats d'Europe d'escrime
  -  Médaille d'or aux championnats d'Europe d'escrime 1993 à Linz
  -  Médaille d'argent par équipes aux championnats d'Europe d'escrime 2000 à Funchal
  -  Médaille de bronze aux championnats d'Europe d'escrime 1994 à Craiova
  -  Médaille de bronze par équipes aux championnats d'Europe d'escrime 1998 à Plovdiv